# Fettelita
La fettelita o sanguinita es un mineral de la clase de los minerales sulfuros. Uno de los dos ejemplares tipo de este mineral se encuentra en Alemania y el otro en un museo en la mina de Chañarcillo, en la provincia de Copiapó (Chile).
El mineral fue descrito por primera vez por Wang y Paniagua (1996), que le puso el nombre de M. Fettel, un geólogo de campo alemán que recogió las primeras muestras de Odenwald. Fue recogido por primera vez en la mina Nieder-Beerbach, 10 km al sur de Darmstadt, selva de Oden, Alemania. 

## Características químicas
Es un sulfuro y arseniuro de metales como la plata y el mercurio.
Por su aspecto es fácilmente confundible con la polibasita.

## Formación y yacimientos
Es un mineral raro; los ejemplares de este mineral con abundante mercurio suelen encontrarse en vetas hidrotermales de cuarzo-calcita-prehnita, que cortan a rocas volcánicas de gabro-diorita de la edad de la orogenia hercínica.
Suele encontrarse asociado a otros minerales como: proustita, pearceíta, xantoconita o safflorita.
Se encuentra abundante en una mina de Darmstadt, en el estado de Hesse (Alemania).